# ViewPoint
ViewPoint est un gratte-ciel de 153 mètres de hauteur (d'après skyscraperpage) construit à Atlanta de 2006 à 2008 et conçu par les agences d'architecture Preston Partnership, LLC, et Rule Joy Trammell + Rubio
L'immeuble abrite 400 logements 
Le promoteur est la société Novare Group